# Николай Епанчин
Николай Алексеевич Епанчин (на руски: Николай Алексеевич Епанчин) е руски офицер, генерал от пехотата. Участник в Руско-турската война (1877 – 1878).

## Биография
Николай Епанчин е роден на 17 януари 1857 г. в Санкт Петербург в семейството на потомствения дворянин адмирал Алексей Епанчин. Завършва класическа гимназия в Санкт Петербург. Продължава семейната традиция и се ориентира към военното поприще. Завършва Павловския военен корпус. Произведен е в първо офицерско звание прапорщик с назначение в състава на лейбгвардейския Преображенски полк (1876).
Участва в Руско-турската война (1877 – 1878). Полкът е включен в Западния руски отряд с командир генерал-лейтенант Йосиф Гурко. Прапорщик Епанчин се бие храбро и се отличава в боевете при боя при Етрополе, битката Ташкесен, освобождението на София и превземането на Пловдив. Награден е с орден „Свети Станислав“ III ст., орден „Света Ана“ IV ст. и румънския „Командорски кръст“.
След войната завършва Николаевската академия на Генералния щаб на Руската армия (1882). Служи последователно в 37-а пехотна дивизия, 1-ва гвардейска пехотна дивизия, щаба на Санктпетербургския военен окръг и като началник на щаба на 1-ва гвардейска пехотна дивизия.
Повишен е във военно звание генерал-майор с назначение за директор на Пажеския военен корпус (1900). Професор в Николаевската военна академия (1901). Командир на 42-ра пехотна дивизия с повишение във военно звание генерал-лейтенант от 1907 г., на 13-и армейски корпус с повишение във военно звание генерал от пехотата от 1913 г.
Участва в Първата световна война. Бие се при Гумбиненската операция (1914) и Верболожката операция (1915).
След Октомврийската революция (1917) е в състава на Бялата гвардия на генерал-лейтенант Пьотър Врангел. След поражението емигрира и се установява във Франция (1920).
Генералът от пехотата Николай Епанчин е автор на военно-исторически и военно-теоретични трудове. Сред тях са:
- „В България през есента на 1899 г.“ (1900),
- „Войната 1877 – 1878 г. Действията на Предния отряд на генерал-адютант Гурко“ (1895),
- „Очерк за Руско-турската война 1877 – 1878 г.“.

Член е на официалната колегия за описание на Руско-турската война (1877 – 1878). Неговият принос е описанието на действията на Предния и Западния руски отряд с командир генерал-лейтенант Йосиф Гурко.
Умира на 12 февруари 1941 г. в Ница.